# The Shape of Punk to Come
The Shape of Punk to Come: A Chimerical Bombination in 12 Bursts' o último álbum da banda sueca Refused, lançado em 1998 pela Burning Heart Records. O título faz referência ao disco The Shape of Jazz to Come, de Ornette Coleman.

## Visão Geral
O disco marca uma ruptura do Refused com seus trabalhos anteriores, sendo caracterizado como uma obra mais pretensiosa que as demais, fato evidenciado pelo próprio título do álbum. As 12 músicas trazem um barulhento punk/hardcore na essência, porém divergindo da sonoridade praticada pelas outras bandas do estilo, focando em trazer novas formas através da inclusão de quebras de ritmo, riffs groovy e pequenos flertes com outros estilos musicais, experimentações estas que fazem The Shape Of Punk To Come ser considerado um clássico. 
A revista Kerrang! o incluiu entre os "50 álbuns mais importantes de todos os tempos", concedendo-lhe a 13ª posição. 

## Tracklisting
1. "Worms of the Senses / Faculties of the Skull" – 7:05
2. "Liberation Frequency" – 4:08
3. "The Deadly Rhythm" – 3:34
4. "Summerholidays Vs. Punkroutine" – 4:01
5. "Bruitist Pome #5" – 1:25
6. "New Noise" – 5:08
7. "The Refused Party Program" – 2:38
8. "Protest Song '68" – 4:32
9. "Refused Are Fucking Dead" – 5:08
10. "The Shape of Punk to Come" – 5:06
11. "Tannhäuser / Derivè" – 8:07
12. "The Apollo Programme Was a Hoax" – 4:13